# 海斯鎮區 (堪薩斯州米切爾縣)
海斯鎮區（英語：Hayes Township）為美國堪薩斯州米切爾縣轄下的鎮區。2010年美国人口普查中該鎮區人口有16人。

## 地理
海斯鎮區涵蓋總面積為93.28平方（36.02平方英里），其中93.26平方（36.01平方英里）為陸地，0.03平方（0.012平方英里）或0.03%為水域。海拔高度493（1,617英尺）。

## 人口統計
根據2010年美國人口普查，海斯鎮區人口有16人，住房12戶，人口密度為0.17人/每平方公里。此鎮區居民之種族中，白人有16人，非裔美國人有0人，美洲原住民有0人，亞裔美國人有0人，太平洋島裔美國人有0人，其他種族有0人，混血種族則有0人。此外此鎮區有0人為西班牙裔或拉丁裔美國人。